# Aeródromo Rodríguez de Mendoza
Aeropuerto Rodríguez de Mendoza (IATA: RIM, OACI: SPLN) es un aeropuerto que sirve a la localidad de Mendoza en la Región Amazonas en Perú. La pista de aterrizaje está justo al oeste de la ciudad, en el pueblo contiguo de San Nicolás.